# A halálraítélt
A halálraítélt è un film del 1989 scritto e diretto da János Zsombolyai.
In concorso alla quarantesima edizione del Festival internazionale del cinema di Berlino (1990).

## Distribuzione
I diritti di vendita del film in tutto il mondo erano detenuti dalla Hungarofilm.
Negli Stati Uniti, è conosciuto come Sentenced to Death,, il titolo internazionale inglese.